# Leptodesmus nodosus
Leptodesmus nodosus är en mångfotingart som beskrevs av Kraus 1954. Leptodesmus nodosus ingår i släktet Leptodesmus och familjen Chelodesmidae. Inga underarter finns listade i Catalogue of Life.